# Cévnatka

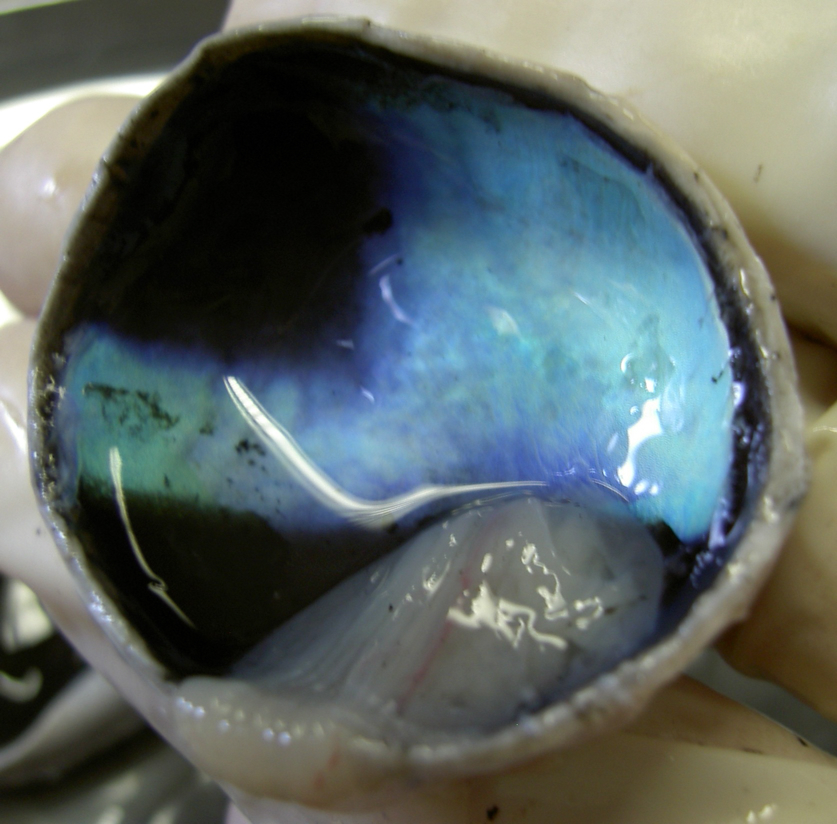
Modře zbarvená cévnatka

Cévnatka (choroidea) je jedna z vrstev stěny oční koule obratlovců (a to již např. u mihulí a jiných primitivních obratlovců). Embryonálně vzniká z mezenchymu, který obklopuje vyvíjející se oční pohárek. Anatomicky je to součást živnatky (lat. uvea).
Živnatka se nachází mezi bělimou a sítnicí a v přední části přechází v řasnaté tělísko. V lidském oku je živnatka plošně největší složkou stěny oční koule, nicméně je velmi tenká (pouhých 0,2–0,4 mm). Je to vrstvička vaziva bohatá na cévy a pigmentové buňky, která se dá rozdělit na tři hlavní podvrstvy. Cévnatka umožňuje vyživování hlubokých vrstev sítnice a také napíná řasnaté tělísko a pomáhá tak udržet klidové zaostření oka na dálku.